# 佐屋川創郷公園
佐屋川創郷公園（さやがわそうごうこうえん）は、愛知県海部郡蟹江町蟹江新田にある公園である。分類は都市公園であり、都市公園としての名称は源氏泉緑地（げんじいずみりょくち）。1996年に設置された。

## 概要
海部郡蟹江町は全域が海抜ゼロメートル地帯の低地にあり、かつては総面積の四分の一を水域（河川）が占める水郷地帯である。なだらかに蛇行する佐屋川の景観を活かして1996年に佐屋川創郷公園が整備された。源氏泉緑地は土地区画整理事業で捻出した土地である。
4月には公園一帯にサクラが咲き、初夏には蟹江町の花であるハナショウブなどの花々が公園を彩る。秋には紅葉が見られる。夏には納涼フェスティバルが開催され、夜店が並ぶ公園は盆踊りや花火大会などでにぎわう。 

## 敷地
佐屋川の北側に源氏緑地が、南側に泉緑地があり、両者を総称して源氏泉緑地とも呼ぶ。両者を結ぶ西端部には蟹江町図書館がある。図書館の南側には高さ13メートルの展望塔があり、東を見渡すと名古屋市の高層ビル群が、西を見渡すと養老山地・鈴鹿山系が一望できる。北東側には恵那山、猿投山、中央アルプス、御岳なども遠望でき、北西側には伊吹山も遠望できる。元旦には展望塔が町民であふれ、男女が体を密着させながら初日の出を眺める。
- 源氏緑地（げんじりょくち）

源氏緑地には「子どもの森」と呼ばれる小規模な森があり、森の中には小酒井不木の句碑が設置された遊歩道「俳句の道」がある。
- 泉緑地（いずみりょくち）

泉緑地には芝生広場などがあり、アスレチック遊具や人工滝などもある。近鉄名古屋線を走る電車を見ることができるため、子供連れに人気がある。